# Torre Vinyals
Torre Vinyals és un edifici del municipi de Cerdanyola del Vallès (Vallès Occidental) inclòs en l'Inventari del Patrimoni Arquitectònic de Catalunya.

## Descripció
Edifici aïllat, situat a la confluència dels carrers de Sant Enric i Santa Maria, de planta quadrangular. S'estructura en dos volums de diferents alçades, el cos principal, de planta i pis, amb coberta de teula a dues vessants, i un cos angular més alt amb coberta de pavelló. Les obertures, de gran simplicitat, són rectangulars i estan distribuïdes irregularment tot i que seguint uns ritmes determinats. Cal destacar l'ús decoratiu del maó en els marcs de les obertures, baranes, columnes impostes, etc. Originalment, la casa tenia un jardí, que en l'actualitat és plaça pública.

## Història
La torre va ser bastida a inicis del segle XX en un moment de transició entre els dos estils propis d'aquell període. En conseqüència, mostra un plantejament dels volums noucentista que coexisteix amb el concepte decoratiu propi del modernisme.